# Adrastea (vệ tinh)
Adrastea (phiên âm tiếng Anh: /ædrəˈstiːə/ad-rə-STEE-ə; tiếng Hy Lạp: Αδράστεια), còn được biết đến với tên gọi Jupiter XV (Jupiter có nghĩa Sao Mộc trong tiếng Anh), là vệ tinh thứ hai theo thứ tự từ trong ra ngoài và cũng là vệ tinh nhỏ nhất trong 4 vệ tinh thuộc nhóm Amalthea của Sao Mộc. Nó được phát hiện qua ảnh chụp từ tàu Voyager 2 vào năm 1979, trở thành vệ tinh đầu tiên được phát hiện từ hình ảnh của một tàu vũ trụ, chứ không phải qua kính viễn vọng trên mặt đất. Vệ tinh này được đặt theo tên của Adrasteia, dưỡng mẫu của thần Zeus trong thần thoại Hy Lạp – tương đương với thần Jupiter của thần thoại La Mã.
Adrastea là một trong số ít các vệ tinh trong hệ Mặt Trời có chu kỳ quỹ đạo quanh hành tinh của nó ngắn hơn chu kỳ tự quay của hành tinh đó. Quỹ đạo của Adrastea nằm ở rìa vành đai Sao Mộc và được cho là nguồn cung cấp lượng lớn vật chất chính cho vành đai này. Mặc dù tàu Galileo đã quan sát vệ tinh này nhiều lần trong thập niên 1990, nhưng thông tin về đặc tính vật lý của nó vẫn còn hạn chế: người ta chỉ biết kích cỡ của Adrastea và việc nó bị khóa thủy triều vào Sao Mộc.

## Khám phá và quan sát

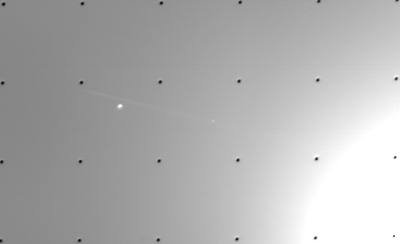
Ảnh chụp ngày 8 tháng 7 năm 1979 của vệ tinh Adrastea từ tàu Voyager 2 cho thấy Adrastea là một dấu chấm mờ nhạt, ở rất gần giữa, phân chia các vành đai sao Mộc.

Vệ tinh Adrastea được David C. Jewitt và G. Edward Danielson phát hiện từ ảnh thăm dò chụp từ tàu Voyager 2 ngày 8 tháng 7 năm 1979, và có tên chỉ định là S/1979 J 1. Mặc dù chỉ là một dấu chấm mờ trên ảnh, Adrastea là vệ tinh đầu tiên được phát hiện bởi một tàu không gian liên hành tinh. Ngay sau khi được phát hiện, hai vệ tinh cũng thuộc nhóm vệ tinh trong của Sao Mộc là Thebe và Metis cũng được tiến hành quan sát dựa trên các ảnh chụp trước đó vài tháng từ tàu Voyager 1. Tàu vũ trụ Galileo đã xác định hình dạng của Adrastea nhưng chất lượng ảnh vẫn còn thấp. Năm 1983, Adrastea được đặt tên theo một nữ thần trong thần thoại Hy Lạp là Adrasteia, dưỡng mẫu của thần Zeus.
Mặc dù tàu không gian Juno tiếp cận Sao Mộc vào năm 2016 và mang theo máy ảnh JunoCam với sứ mệnh chính là tập trung vào việc quan sát sao Mộc, tuy nhiên, nó cũng đã chụp một số lượng hạn chế các ảnh rõ nét hơn của vệ tinh Metis và vệ tinh Adrastea.

## Đặc điểm vật lý
Vệ tinh Adrastea có hình dạng không đều và kích thước vào khoảng 20 × 14 × 16 km. Ước tính diện tích bề mặt của Adrastea từ 840 – 1.600 (~ 1.200) km². Nó là vệ tinh nhỏ nhất trong bốn vệ tinh trong của Sao Mộc. Các nhà thiên văn vẫn chưa biết thành phần, khối lượng và nhiều đặc tính vật lý khác của Adrastea, ước tính khối lượng riêng của nó có thể tương đương với vệ tinh Amalthea (0,86 g/cm³), còn khối lượng thì khoảng 2 × 1015 kg. Với khối lượng riêng tương đương Amalthea, vệ tinh có chứa đựng nước ở dạng băng với tỷ lệ độ rỗng từ 10 đến 15%, người ta phỏng đoán rằng Adrastea cũng có thể có tính chất tương tự.
Hình ảnh về Adrastea có độ phân giải thấp khiến cho việc phân tích chi tiết bề mặt của Adrastea vẫn chưa khả thi.

## Quỹ đạo
Adrastea là vệ tinh nhỏ nhất và ở vị trí thứ hai từ trong ra trong sô bốn vệ tinh trong của Sao Mộc (gồm Metis, Adrastea, Thebe và Amalthea). Nó quay quanh Sao Mộc với khoảng cách ~ 129.000 km (1,806 lần bán kính Sao Mộc) và nằm ở rìa ngoài vành đai chính. Adrastea là một trong ba vệ tinh trong Hệ Mặt Trời có chu kỳ quỹ đạo quay quanh hành tinh chủ ngắn hơn một ngày của hành tinh chủ đó, hai vệ tinh còn lại là Metis, vệ tinh gần Sao Mộc nhất và Phobos, vệ tinh của Sao Hỏa. Độ lệch tâm và độ nghiêng của quỹ đạo Adrastea rất nhỏ, lần lượt xấp xỉ 0,0015 và 0,03°. Độ nghiêng này được tính bằng cách so với mặt phẳng xích đạo của Sao Mộc.
Vì bị khóa thủy triều, Adrastea có chu kỳ tự quay bằng chu kỳ quỹ đạo quay quanh Sao Mộc nên vệ tinh này có một mặt luôn hướng về Sao Mộc, với trục dài hướng về phía Sao Mộc, và đây là dạng cấu hình có năng lượng thấp nhất.
Quỹ đạo của Adrastea nằm bên trong bán kính quỹ đạo đồng bộ của Sao Mộc (tương tự như Metis), kết quả là lực thủy triều làm quỹ đạo của nó dần ngắn lại và trong tương lai Adrastea sẽ va chạm với Sao Mộc. Nếu Adrastea có khối lượng riêng xấp xỉ bằng của vệ tinh Amalthea, quỹ đạo của nó có thể nằm trong giới hạn Roche; nhưng vì vệ tinh này chưa bị phá vỡ nên quỹ đạo của nó vẫn còn nằm ngoài giới hạn Roche.
Adrastea có vận tốc quỹ đạo nhanh thứ hai trong số các vệ tinh của Sao Mộc. Nó quay quanh Sao Mộc với vận tốc 31,378 km/s.

## Quan hệ với vành đai Sao Mộc
Adrastea là vệ tinh đóng góp vật chất lớn nhất cho vành đai Sao Mộc. Vành đai này dường như chứa chủ yếu vật liệu bị bắn ra từ bề mặt của bốn vệ tinh vòng trong của Sao Mộc do va chạm thiên thạch. Vật chất bắn ra dễ dàng thoát khỏi lực hút hấp dẫn của những vệ tinh này để ly tán vào không gian. Điều này xảy ra do các vệ tinh này có tỷ trọng thấp và bề mặt của chúng nằm gần với biên giới của mặt cầu Hill xác định từ trường hấp dẫn của mỗi vệ tinh.
Nhiều khả năng Adrastea là nguồn cung cấp chính vật liệu cho vành đai này, bởi vành đai dày đặc nhất (vành đai chính) nằm gần và ở phía bên trong quỹ đạo của Adrastea. Chính xác hơn, quỹ đạo của Adrastea nằm gần mép bên ngoài của vành đai chính Sao Mộc. Phạm vi chính xác của vành đai khả kiến phụ thuộc vào góc pha của ảnh chụp: quỹ đạo của Adrastea hoàn toàn nằm ngoài vành đai chính trong ánh sáng tán xạ xuôi, nhưng trong ánh sáng tán xạ ngược (khi đó thấy được nhiều tiểu phần cỡ lớn hơn) thì có vẻ như có một vành đai nhỏ bên ngoài quỹ đạo của Adrastea.